# Vitsvanshjort
Vitsvanshjort (Odocoileus virginianus) är en amerikansk art inom familjen hjortdjur. Hanen (bocken) kan vara upp till 2,40 meter lång (mankhöjden är vanligtvis omkring en meter) och upp till 170 kg. Hindar kan nå en vikt på 110 kg.

## Utbredning

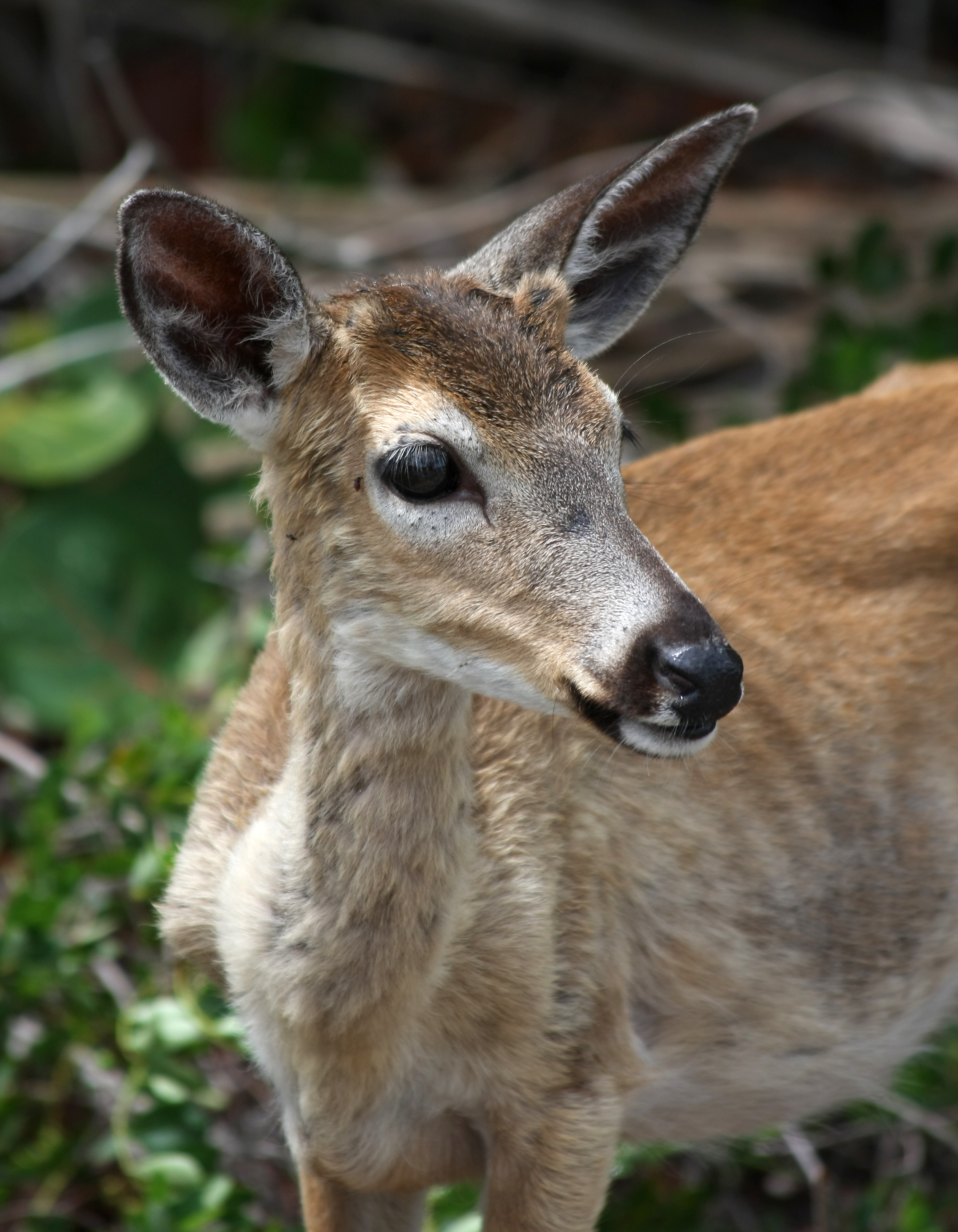
Underarten O. v. clavium förekommer på Florida Keys.

Vitsvanshjortens utbredningsområde sträcker sig från västra och södra Kanada över USA, Mexiko och Centralamerika till norra Brasilien. Isolerade populationer lever i Ecuador och Bolivia. Habitatet är mycket variabelt och kan vara fuktiga regnskogar, tempererade skogar, savanner, buskmarker eller odlade regioner. I New Mexico lever den till exempel i en ökenlik omgivning, medan i nordliga Kanada lever den i bergstrakter.
Arten introducerades i Finland, Nya Zeeland, Slovakien och Tjeckien.
Hjorten återfinns i 48 stater i Förenta staterna och är känd att kunna anpassa sig till miljön. I början på 1930-talet fanns cirka 300 000 vitsvanshjortar. Men olika bevaringsprojekt, inklusive inplantering i Norden, har gjort att den överlevt utrotning. Moderna uppskattningar beräknar antalet vitsvanshjortar till cirka 30 miljoner. Vitsvanshjorten är ett av de populäraste jaktvilten i Nordamerika. Speciellt i stater som Minnesota och Wisconsin är hjortjakten en stor begivenhet som liknar den svenska älgjakten.[källa behövs]

### Inplantering i Finland
Vitsvanshjorten inplanterades i Finland på Laukko herrgårds mark under 1930-talet och blev ett av världens mest lyckade inplanteringsprojekt, då den blivit ett viktigt vilt. Inplanteringen har också medfört problem, bland annat genom att hjorten är värd för vissa parasiter. Den upptar mer eller mindre samma ekologiska nisch som skogsvildrenen, som var utdöd i Finland då vitsvanshjorten inplanterades.
En grupp amerikafinländare beslöt på 1930-talet donera hjortar till Finland. De grundade en kommitté och samlade in behövliga medel. De första djuren anlände till Helsingfors hamn den 8 september 1934. De hade varit åtta, men ett dog innan lastning och två under färdens sista dag. 1984 hämtades ytterligare sex djur med flyg, varav två dog under resan. Ytterligare två hindar dog utan att ha kalvat. Stammen härstammar alltså från sju individer. Trots det lilla antalet verkar inavel inte ha varit ett problem.
Vitsvanshjorten har börjat spridas i nordligaste Sverige, vid gränsen till Finland. Enskilda individer har också invandrat till Ryssland. Den anses problematisk för jordbruk och trafik. I Sverige har man ställt sig negativ till invandringen av vitsvanshjort från Finland, både därför att det är en för faunan främmande art och därför att den är värd för en hjärnparasit som kan angripa älg. Den är också huvudvärd för rundmasken Rumenfilaria andersoni, som sedermera spridit sig till bland annat ren och älg. 

## Utseende
Pälsen har på sommaren en rödaktig färg och är på ovansidan mörkare än vid buken, vinterpälsen är grå. Som namnet antyder har svansen en vit undersida, ovansidan är brun. Under flykten riktas svansen upp så att den vita delen är synlig. Vanligen bär bara hannar horn. Hornen kastas efter parningstiden och bildas sedan på nytt. Honor med horn påträffas endast i mycket sällsynta fall.
Storleken är beroende på utbredningsområde och höjd över havet. Hannar av de största populationerna når en absolut längd av 1,0 till 2,4 meter inklusive den 10 till 36 cm långa svansen. De har en mankhöjd av 53 till 107 cm och en vikt av 90 till 135 kg. Honor av samma population är upp till 40 procent lättare. Underarter i södra delen av utbredningsområdet är oftast mindre. Vitsvanshjortar som lever på Florida Keys når bara en mankhöjd omkring 80 centimeter och en vikt vid 35 till 50 kilogram (dvärgväxt på öar), vissa honor väger bara 25,5 kilogram.

## Ekologi
Vitsvanshjorten lever vanligen ensam men det förekommer även mindre grupper som oftast består av en hind med kalvar. I sällsynta fall påträffas större flockar med upp till 100 individer. Individerna eller flockarna uppehåller sig i fasta revir men territorierna kan överlappa varandra och de försvaras inte mot artfränder. Revirets storlek är beroende på tillgång till föda och framkomligheten bland vegetationen. Allmänt varierar storleken mellan 60 och 520 hektar men i täta regnskogar är reviret endast 34 hektar stort. Särskilt under parningstiden syns flera bockar och hindar tillsammans. Hanarna försöker få kontroll över en hona men i motsats till wapitihjortar upprättar hanarna inte grupper med honor.
Efter dräktigheten som varar i cirka 200 dagar föder honan ett eller två, sällan tre eller fyra, ungar. Liksom ungar av andra hjortdjur har de vita fläckar på kroppen som försvinner efter 3 till 4 månader. Unga honor stannar vanligen två år hos modern och unga hannar lämnar modern under första levnadsåret. Könsmognaden infaller för honor efter ett och för hannar efter två år. Vid den första dräktigheten har hinden vanligen bara en kalv. Livslängden når i naturen upp till tio år men de flesta lever endast två till tre år. Enstaka individer i fångenskap blev 20 år gamla.
Födan utgörs bland annat av blad, gräs, knopp, bär och trädens bark. Arten har utöver människan flera naturliga fiender som vargar, pumor, björnar och prärievargar samt i Central- och Sydamerika jaguaren.
Det har visat sig att proteinsekvensen för vitsvanshjortens enzym angiotensinkonverterande enzym-2 (ACE2) är mycket lik den humana, och det medför att vitsvanshjort också är mottaglig för infektion av viruset sars-cov-2. Undersökningar i USA visar också att upp till 40% av vitsvanshjortarna redan bär på antikroppar mot detta virus..